# Pero mizon
Pero mizon là một loài bướm đêm trong họ Geometridae.